# Severin Freund
Severin Freund (Freyung, 11 de mayo de 1988) es un deportista alemán que compitió en salto en esquí. 
Participó en los Juegos Olímpicos de Sochi 2014, obteniendo una medalla de oro en la prueba de trampolín grande por equipo (junto con Andreas Wank, Marinus Kraus y Andreas Wellinger).
Ganó siete medallas en el Campeonato Mundial de Esquí Nórdico entre los años 2011 y 2021.

## Palmarés internacional
| Juegos Olímpicos   | Juegos Olímpicos       | Juegos Olímpicos  | Juegos Olímpicos |
| Año                | Lugar                  | Medalla           | Prueba           |
| ------------------ | ---------------------- | ----------------- | ---------------- |
| 2014               | Sochi (Rusia)          | Medalla de oro    | TG por equipo    |
| Campeonato Mundial |                        |                   |                  |
| Año                | Lugar                  | Medalla           | Prueba           |
| 2011               | Oslo (Noruega)         | Medalla de bronce | TN por equipo    |
| 2013               | Val di Fiemme (Italia) | Medalla de plata  | TG por equipo    |
| 2013               | Val di Fiemme (Italia) | Medalla de bronce | TN equipo mixto  |
| 2015               | Falun (Suecia)         | Medalla de oro    | TG individual    |
| 2015               | Falun (Suecia)         | Medalla de oro    | TN equipo mixto  |
| 2015               | Falun (Suecia)         | Medalla de plata  | TN individual    |
| 2021               | Oberstdorf (Alemania)  | Medalla de oro    | TG por equipo    |